# لیگ فوتبال استان یزد
لیگ استان یزد بالاترین سطح فوتبال در استان یزد می‌باشد که در پنجمین سطح از فوتبال ایران و بعد از لیگ دسته سوم فوتبال ایران قرار دارد. قهرمان این جام به مسابقات کشوری لیگ دسته سوم فوتبال ایران راه می‌یابد و جواز حضور در جام حذفی را کسب می‌کند.
این مسابقات بخشی از برنامه ویژه آسیا است.

## نحوه برگزاری
مسابقات در یک مرحله و بین ۸ تیم برگزار می‌شود. قهرمان لیگ به لیگ دسته سوم فوتبال ایران صعود می‌کنداین مسابقات هر سال توسط هیئت فوتبال استان یزد برگزار می‌شود.

## فصل ۹۷–۱۳۹۸

### تیم‌های حاضر
- موعود اردکان
- میرک کیش مهریز
- آدران یزد
- آریای یزد
- ابومسلم یزد
- فرانتک اشکذر
- فولادآلیاژی یزد
- مهربد میبد
- پاس خاتم
- تندیس زارچ